# Молодіжна громадська організація
Молодіжні громадські організації (в Україні) — об'єднання громадян віком від 14 до 35 років, метою якої є здійснення та захист своїх прав і свобод і задоволення політичних, економічних, соціальних, культурних та інших спільних інтересів.

## Принципи створення та діяльності молодіжних громадських організацій
Молодіжні громадські організації створюються та діють на засадах добровільності, рівноправності їх членів, самоврядування, законності та гласності, зокрема:
- молодіжні організації зобов'язані доводити до відома громадськості відомості про свою діяльність у формах, що не суперечать законодавству;
- інформація, що міститься у статутах, про склад керівних органів, про джерела матеріальних та інших надходжень, а також пов'язана з діяльністю молодіжних громадських організацій, не є конфіденційною чи іншою інформацією, яка охороняється законом;

Молодіжні громадські організації можуть створюватися шляхом повідомлення (без набуття статусу юридичної особи), чи — реєстрації (з набуттям статусу юридичної особи).

## Засновники та члени молодіжних громадських організацій
Засновниками молодіжних громадських організацій можуть бути громадяни України, а також іноземці й особи без громадянства, що перебувають в Україні на законних підставах, які досягли 14-річного віку.
Засновниками спілок молодіжних громадських організацій є молодіжні громадські організації.
Членство в молодіжних громадських організаціях може бути індивідуальним і колективним.
Членство в молодіжних і дитячих громадських організаціях може бути фіксованим і нефіксованим.
Індивідуальними членами молодіжних громадських організацій можуть бути громадяни України, а також іноземці й особи без громадянства, які перебувають в Україні на законних підставах. Індивідуальними членами молодіжних громадських організацій можуть бути особи віком від 14 до 35 років. Особи старшого віку можуть бути членами молодіжних громадських організацій за умови, якщо їхня кількість у цих організаціях не перевищує третину загальної кількості членів; у складі виборних органів молодіжних громадських організацій кількість осіб старшого віку не може перевищувати третину членів виборних органів. Обмеження щодо кількості осіб, вік яких перевищує 35, у складі виборних органів не поширюється на спілки молодіжних і дитячих громадських організацій.
Колективними членами молодіжних громадських організацій можуть бути колективи інших молодіжних громадських організацій. Колективні члени молодіжних організацій можуть брати участь у діяльності таких організацій у випадках, передбачених їхніми статутами.

## Статус молодіжних громадських організацій
Статус молодіжних громадських організацій і їх спілок визначається відповідно до Закону України «Про молодіжні та дитячі громадські організації» та Закону України «Про громадські об'єднання».

## Права молодіжних громадських організацій
Молодіжні громадські організації, їхні спілки користуються правами, наданими їм Законом України «Про об'єднання громадян», Законом України «Про молодіжні та дитячі громадські організації», іншими законодавчими актами.
Молодіжні громадські організації та їхні спілки не можуть утворювати та вступати у виборчі блоки. Молодіжні громадські організації можуть вступати у виборчі коаліції.
Членські внески та добровільні пожертвування, отримані від юридичних або фізичних осіб, що спрямовуються на здійснення статутної діяльності молодіжних громадських організацій і їх спілок, не є об'єктом оподаткування.
Участь молодіжних громадських організацій у підготовці та прийнятті рішень із питань державної молодіжної політики.
Молодіжні громадські організації залучаються органами виконавчої влади та місцевого самоврядування до розроблення й обговорення проєктів рішень із питань державної молодіжної політики.

## Форми державної підтримки молодіжних громадських організацій
Державна підтримка молодіжних громадських організацій здійснюється в таких формах:
- надання молодіжним громадським організаціям інформації про державну молодіжну політику;
- надання методичної й організаційної допомоги з питань соціального становлення та розвитку молоді;
- сприйняття створенню підприємств, установ та організацій, які надають послуги молоді чи сприяють зайнятості молоді.

Молодіжні громадські організації звільняються від сплати за державну реєстрацію та збору за реєстрацію їхньої символіки.
Держава здійснює підтримку й в інших формах, що не суперечать законодавству України.

## Фінансова підтримка діяльності молодіжних громадських організацій
Органи виконавчої влади та місцевого самоврядування надають фінансову підтримку діяльності молодіжних громадських організацій і їх спілок у межах повноважень, визначених законом.
Органи виконавчої влади та місцевого самоврядування залучають в установленому порядку молодіжні громадські організації та їхні спілки до виконання замовлень для державних і місцевих потреб.
При затвердженні місцевих бюджетів передбачаються видатки на реалізацію програм молодіжних громадських організацій.
Органи виконавчої влади та місцевого самоврядування можуть делегувати молодіжним громадським організаціям повноваження щодо реалізації відповідних програм (проєктів, заходів). У цьому випадку вони подають молодіжним громадським організаціям фінансову та матеріальну допомогу та здійснюють контроль за реалізацією наданих повноважень, у тому числі за цільовим використанням виділених коштів. Молодіжні громадські організації, їхні спілки, які одержують фінансову чи іншу матеріальну підтримку, зобов'язані подавати звіти про цільове використання фінансів і матеріальних цінностей органам, що їх надавали, у терміни, встановлені цими органами.

## Відповідальність молодіжних громадських організацій за порушення законодавства
Молодіжні громадські організації, їхні спілки несуть відповідальність за порушення ними законодавства.
За неподання звіту про використання бюджетних коштів, інших матеріальних цінностей, наданих молодіжним громадським організаціям і їх спілкам або нецільове використання таких цінностей, отримання їх із порушенням законодавства винні особи несуть відповідальність, передбачену законодавством України.

## Нормативно-правова база
Нормативно-правовими актами, що регулюють питання створення та діяльності молодіжних громадських організацій:
- Декларація «Про загальні засади державної молодіжної політики в Україні» від 15 грудня 1992 року № 2859-XII (зі змінами);
- Закон України «Про сприяння соціальному становленню та розвитку молоді в Україні» від 5 лютого 1993 року № 2998-XII (зі змінами);
- Закон України «Про молодіжні та дитячі громадські організації» від 1 грудня 1998 року № 281-XIV (зі змінами);
- Закон України «Про соціальну роботу з дітьми та молоддю» від 21 червня 2001 року № 2558-III (зі змінами);
- Закон України «Про Загальнодержавну програму підтримки молоді на 2004–2008 роки» від 18 листопада 2003 року № 1281-IV (зі змінами);
- Постанова Кабінету Міністрів України від 08.08.2007 № 1016 «Про затвердження Державної цільової програми роботи з обдарованою молоддю на 2007–2010 роки»;
- Постанова Кабінету Міністрів України від 28.01.2009 № 41 «Про затвердження Державної цільової соціальної програми „Молодь України“ на 2009 — 2015»;
- тощо.